# Стропвафел
Стропвафел (хол. Stroopwafel, у значењу „вафл са сирупом") је холандски колач који се прави од две кружне обланде које подсећају на вафл са филом од карамеле у средини. Понекад се додају лешници и остали укуси као филови. Стропвафел колачи су око 10 центиметара у пречнику. Традиционално се спремају тако што се сече свеже направљени вафл на два дела, маже фил и две половине се поново спајају.
Стропвафел колачи су стара холандска посластица, која је измишљена у граду Гауда 1784. године. По причи, један пекар у Хауди је одлучио да направи колач од свих преосталих мрвица и зачина, а онда би га умочио у сируп од карамеле. Тако је Стропвафел почео као слаткиш сиромашних, а касније је постао најомиљенији колач Холандије који се служи уз чај или кафу. Овај колач може да делује изузетно слатко непривикнутим особама.
Традиционално, Холанђани га једу са шољом кафе, чаја или какаоа. Пре него што се поједе, Стропвафел се ставља на врх топле шоље како би се омекшао. Стропвафел је најпродаванији артикл из исхране на амстердамском аеродрому, а у холандским супермаркетима постоји изобиље различитих Стропвафела који се продају у посудама, кутијама и кесама у Холандском стилу.
На многим пијацама Стропвафел колаче свеже праве пекари. Штанд са Стропвафел колачима може да се препозна из даљине по мирису свежег струпа (сирупа), а саме вафле су веће - величине тањира (20-25 cm) у пречнику. Исечци и мрвице се, обично у згуснутом комаду са сирупом који цури по ивицама током притискања, понекад продају у кесама као stroopwafelstukjes (комади Стропвафела).
За становнике осталих држава, Стропвафел колачи могу да се купе у посебним радњама или у супермаркетима, у деловима за гурманску храну; понекад са филом од јаворовог сирупа уместо устаљеног сирупа. Старбакс је скоро почео продају мини верзија Стропвафела.